# Aslia sanctijohannis
Aslia sanctijohannis is een zeekomkommer uit de familie Cucumariidae.
De wetenschappelijke naam van de soort werd in 1887 gepubliceerd door Francis Jeffrey Bell.